# Herbert Hömig
Herbert Hömig (* 22. September 1941 in Gotha; † 15. Juli 2020 in Köln) war ein deutscher Historiker und Hochschullehrer.

## Leben und Werk
Hömig machte 1962 sein Abitur am Neusprachlichen Gymnasium Köln-Deutz. Während seines Studiums wurde er 1964 Mitglied der Unitas-Nibelung Köln im Verband der Wissenschaftlichen Katholischen Studentenvereine Unitas. Er schloss 1968 sein Studium der Geschichte, Germanistik und Philosophie an der Universität Köln mit dem Staatsexamen für das Lehramt an Gymnasien ab und wurde anschließend bei Adam Wandruszka promoviert über die Rolle der Rheinischen Katholiken und Liberalen in den Auseinandersetzungen um die Preußische Verfassung von 1850. 1970 legte er in Düsseldorf das Zweite Staatsexamen ab. Nach seiner Habilitation in Köln 1976 mit einer Arbeit über die Zentrumspartei in der Weimarer Republik übernahm er 1980 zunächst eine Professur an der RWTH Aachen. Ab 1990 lehrte er als Professor für Neuere Geschichte an der Universität Dortmund und hielt daneben seit Ende der 1970er Jahre auch an der Kölner Universität Lehrveranstaltungen ab. Im Wintersemester 1991/92 nahm er einen Gastlehrauftrag an der Universität Leipzig wahr. 2008 wurde er emeritiert.
Im Jahrzehnt vor der Wende wurde Hömig zum Präsidenten der (westdeutschen) „Stiftung Thüringen“ gewählt. Er amtierte als ehrenamtlicher Senator der 1754 errichteten Akademie gemeinnütziger Wissenschaften zu Erfurt, deren Mitglied er seit 1990 war. Er war Mitglied der Gesellschaft für Rheinische Geschichtskunde.
Hömigs Forschungsschwerpunkte waren die Verfassungs- und Parteiengeschichte (insbesondere Preußens) im 19. und 20. Jahrhundert, die Politische Ideengeschichte und die Rheinische und Thüringische Landesgeschichte der Neuzeit. Hömig war Herausgeber der Zeitschrift Kultur und Geschichte Thüringens, die 1990 eingestellt wurde. Er gab die mit Erfurt verbundenen Subsidia academica zur Zeitgeschichte heraus. Er war Archivar des Unitas-Verbandes und betätigte sich als Studentenhistoriker.

## Schriften (Auswahl)
Monographien
- Rheinische Katholiken und Liberale in den Auseinandersetzungen um die preußische Verfassung unter besonderer Berücksichtigung der Kölner Presse. Ein Beitrag zur Geschichte der politischen Parteien im 19. Jahrhundert. Wienand, Köln 1971 (Dissertation).
- Das preußische Zentrum in der Weimarer Republik (= Veröffentlichungen der Kommission für Zeitgeschichte. Reihe B. Band 28). Matthias-Grünewald-Verlag, Mainz 1979, ISBN 3-786-70784-7 (Habilitationsschrift).
- Brüning – Kanzler in der Krise der Republik. Eine Weimarer Biografie. Schöningh, Paderborn 2000, ISBN 3-506-73949-2.
- Brüning – Politiker ohne Auftrag. Zwischen Weimarer und Bonner Republik. Schöningh, Paderborn 2005, ISBN 3-506-72938-1.
- Carl Theodor von Dalberg. Staatsmann und Kirchenfürst im Schatten Napoleons. Schöningh, Paderborn 2011, ISBN 978-3-506-77240-4.
- Altenstein. Der erste preußische Kulturminister. Eine Biographie. Aschendorff Verlag, Münster 2015, ISBN 3-402-13105-6.
- Hugo von Hofmannsthal. Eine Lebensgeschichte. Aschendorff Verlag, Münster 2019, ISBN 978-3-402-13345-3.

Herausgeberschaften
- Katholiken und Gewerkschaftsbewegung 1890–1945 (= Beiträge zur Katholizismusforschung. Reihe A. Band 19). Schöningh, Paderborn 2003, ISBN 3-506-70881-3 (online).